# Galtür
Galtür è un comune austriaco di 772 abitanti nel distretto di Landeck, in Tirolo. Stazione sciistica specializzata nello sci alpino, ha ospitato tra l'altro tappe della Coppa Europa.
Il 23 febbraio 1999 una valanga di vaste proporzioni si abbatté su parte dell'abitato, distruggendo e ricoprendo diverse abitazioni, e causando 31 vittime.